# خوشا شیراز
خوشا شیراز یک برنامه تلویزیونی گفتگومحور فرهنگی-اجتماعی به تهیه‌کنندگی و‌کارگردانی علی بهمنی است که روزهای جمعه از شبکه استانی فارس و شبکه یک‌ سیما به‌طور زنده پخش می‌شود. اولین قسمت از این برنامه در سال ۱۳۸۹ به تهیه کنندگی محمود بهمنی و‌هادی قندی روی آنتن رفت و بعد از چند سال افرادی چون فرشید باغبانمنش، محسن خلیفه ، علی رشیدی ، مرحوم شهریار باقری نژاد و علی بهمنی تهیه کنندگی آن را به عهده گرفتند. این برنامه همواره از پربیننده‌ترین برنامه‌های شبکه فارس بشمار می‌رود.
از ابتدای راه اندازی برنامه خوشا شیراز تا آذرماه ۹۳ تعداد ۶۵۵ میهمان ویژه در برنامه حضور یافتند.

## بخش‌های برنامه
بخش‌های این برنامه شامل وله، بیوگرافی مهمانان، گزیده آثار بازیگران، مجازستان ، عینک‌ ، شیراز اوینه ، سرودهای شاد، گزارش از پشت صحنه، تصاویر از توانمندی‌های فرهنگی و علمی استان‌فارس، گزارش‌های مردمی و… می‌باشد.

## مجریان
از زمان شروع تاکنون، مجریان زیادی در این برنامه حضور داشتند که می‌توان به علی ضیا، محمد سلوکی، امیر جوشقانی، احسان کرمی، امیرعلی نبویان، علیرضا جاویدنیا، پژمان بازغی، مژده لواسانی، امین رضایی، سید وحید سپهر تاج، آرش جمال‌الدینی، ثریا بناکار و امید مسعودی اشاره کرد و درحال حاضر (سال ۱۴۰۳) محسن آزادی مجری این برنامه است.